# NGC 2552
NGC 2552 é uma galáxia espiral do tipo magalhânica localizada a cerca de 22 milhões de anos-luz de distância na direcção da constelação de Lynx. Possui uma declinação de +50° 00' 25" e uma ascensão recta de 8 horas, 19 minutos e 19,6 segundos. Este é um tipo de galáxia anã não barrada, geralmente com um único braço espiral. É inclinada em 41° em relação à linha de visão da Terra ao longo de um ângulo de posição de 229°. A dispersão da velocidade medida das estrelas em NGC 2552 é relativamente baixa – apenas 19±2 km/s.
A galáxia NGC 2552 foi descoberta em 9 de Março de 1788 por William Herschel. Alguns astrônomos classificam esta galáxia como uma espiral barrada (SBm), mas a presença de uma barra é pouco evidente. Todavia, segundo a classificação da base de dados da NASA/IPAC, esta é uma espiral não barrada (SAm).